# Katzwinkel (Sieg)
Katzwinkel település Németországban, Rajna-vidék-Pfalz tartományban. Lakosainak száma 1797 fő (2023. december 31.).

## Népesség
A település népességének változása:
| Lakosok száma | 1716 | 1804 | 1788 | 1743 | 1780 | 1797 |
|               | 1975 | 2017 | 2019 | 2021 | 2022 | 2023 |